# Herb Bochni
Herb Bochni – jeden z symboli miasta Bochnia w postaci herbu.

## Wygląd i symbolika
Herb przedstawia w polu tarczy herbowej barwy czerwonej, o kroju gotyckim, trzy narzędzia górnicze, w kolorze złotym, ustawione w słup: dwustronny młot pomiędzy kopaczką górniczą a kilofem. Ostrza narzędzi zwrócone są na zewnątrz. Tarczę herbową i narzędzia górnicze otacza obwiednia w kolorze czarnym. 
Herb nawiązuje do godła z najstarszej zachowanej pieczęci miasta z 1364 r.

## Historia
Herb miasta używany od XVIII w. do 1939 r. przedstawiał w polu czerwonym białego koronowanego orła trzymającego w prawej łapie berło, a w lewej miecz, na piersiach gmerk górniczy (w polu błękitnym narzędzia górnicze złote, młot i kilofy skrzyżowane trzonkami w dół).
Po konsultacji z kierownikiem Zakładu Nauk Pomocniczych Historii Uniwersytetu Jagiellońskiego, dr hab. Zenonem Piechem, 27 lutego 2008 r. uchwałą Rady Miejskiej w Bochni nr XVII/173/08 przyjęto nowy herb. Herb otrzymał pozytywną opinię komisji heraldycznej działającej przy MSWiA, popartą stosowną uchwałą tejże komisji.

## Literatura
- A.Plewako, J.Wanag ."Herbarz miast polskich". Warszawa 1994.
- M.Gumowski. "Herby miast polskich". Warszawa 1960.